# 멍언
멍언(중국어: 蒙恩, 병음: Méng Ēn, 한자음: 몽은, 1995년 8월 12일 ~ )은 중국의 배우이다.

## 출연작

### 드라마
- 2017년 유쿠 웹드라마 《염골》 - 초자복 역
- 2018년 텐센트 웹드라마 《성세》 - 쉬엔다위 역
- 2018년 텐센트 웹드라마 《장야》 - 사운송 역
- 2019년 아이치이 웹드라마 《최후일개여신》 - 구주거 역
- 2019년 아이치이 웹드라마 《열화군교》 - 주옌린 역
- 2019년 아이치이 웹드라마 《모애상은》 - 셩윈 역
- 2021년 유쿠 웹드라마 《옥루춘》 - 화대인 역
- 2021년 텐센트 웹드라마 《국자감래료개여제자》 - 경목 역
- 2023년 아이치이 웹드라마 《공자귀성》 - 이성혜 역
- 2023년 텐센트 웹드라마 《택군기》 - 황제 역